# Каа-Хем
Каа́-Хем (тув. Каа Хем — малая река, Малый Енисей) — посёлок городского типа, административный центр Кызылского кожууна Республики Тыва. Формирует городское поселение Каа-Хем.

## Этимология
Название поселение происходит от тувинского названия реки Малый Енисей: тув. Каа-Хем что означает «малая река».

## География
Расположен на левом берегу реки Малый Енисей (Ка-Хем), в 7,6 км от её слияния с р. Большой Енисей (Бий-Хем ), образующим Верх. Енисей. С запада посёлок граничит с удалённой частью города Кызыл (под названием Ближний Каа-Хем), от которого его отделяет Кызыльская ТЭЦ — самое крупное предприятие ТЭК республики. Через Каа-Хем проходит автодорога до Сарыг-Сепа.

## История
Посёлок возник в 1978 году — это один из самых молодых населённых пунктов республики. Своим возникновением он обязан бурному развитию Кызыльской ТЭЦ, появлению Кызыльской птицефабрики, рыбзавода, Каа-Хемскому угольному разрезу.

### Часовой пояс
Посёлок Каа-Хем находится в часовой зоне МСК+4. Смещение применяемого времени относительно UTC составляет +7:00.

## Население
| 1979    | 1989    | 2002    | 2009    | 2010    | 2011    | 2012    |
| ------- | ------- | ------- | ------- | ------- | ------- | ------- |
| 4047    | ↗7297   | ↗10 463 | ↗11 080 | ↗15 044 | ↗15 120 | ↗15 484 |
| 2013    | 2014    | 2015    | 2016    | 2017    | 2018    | 2019    |
| ↗15 771 | ↗16 023 | ↗16 628 | ↗16 942 | ↗17 618 | ↗18 277 | ↗18 762 |
| 2020    | 2021    |         |         |         |         |         |
| ↗19 282 | ↗19 686 |         |         |         |         |         |

## Промышленность
На территории посёлка была начата стройка самого крупного в республике комбината стройматериалов, прерванная в начале 1990-х гг. из-за развала экономики. В последние годы Каа-Хем быстро растёт в связи с близостью центра республики и более дешёвой самозастройкой. За последние 4 года[когда?]

 на восточной окраине выросли целые кварталы деревянной застройки с развитой инфраструктурой.